# (7600) Vacchi
(7600) Vacchi (1994 RB1) – planetoida z pasa głównego asteroid okrążająca Słońce w ciągu 4,47 lat w średniej odległości 2,71 j.a. Odkryta 9 września 1994 roku.